# اندرسون (دهانه)
اندرسون یک دهانه برخوردی در ماه است.

## دهانه‌های اقماری
این دهانه ۳ دهانه اقماری دارد.
| Anderson | عرض جغرافیایی | طول جغرافیایی | قطر          |
| -------- | ------------- | ------------- | ------------ |
| E        | ۱۶٫۹° N       | ۱۷۳٫۴° E      | ۲۸٫۰ کیلومتر |
| L        | ۱۴٫۶° N       | ۱۷۰٫۹° E      | ۱۴٫۰ کیلومتر |
| F        | ۱۶٫۳° N       | ۱۷۳٫۶° E      | ۴۹٫۰ کیلومتر |